# Algol (gwiazda)
Algol (Beta Persei, β Per) – gwiazda zmienna w gwiazdozbiorze Perseusza.

## Nazwa
Tradycyjna nazwa tej gwiazdy, Algol, wywodzi się od arabskiego ‏رأس الغول‎ Ra᾽s al Ghul, co oznacza „Głowa Demona”. W kulturze hebrajskiej gwiazda nosiła nazwę ‏ראש השטן‎ Rōsh ha Sāṭān, „Głowa Diabła”, oraz ‏לילית‎ Lilith. Astrologia przez stulecia przypisywała tej gwieździe negatywny wpływ na człowieka, a „demoniczne” nazwy wiązały się z wyraźnie widocznymi zmianami jasności. W Almageście Ptolemeusza gwiazda była opisana jako „jasna w głowie Gorgony”, gdyż wraz z trzema innymi gwiazdami miała wyobrażać głowę Meduzy, pokonanej przez Perseusza. W 2016 roku Międzynarodowa Unia Astronomiczna formalnie zatwierdziła użycie nazwy Algol dla określenia tej gwiazdy.

## Charakterystyka obserwacyjna

### Zmienność blasku
Algol zazwyczaj jest drugą co do jasności gwiazdą w gwiazdozbiorze Perseusza, jego obserwowana wielkość gwiazdowa to około 2,1m. Jednak regularnie co 2,8673 doby (2 dni 20 godzin 49 minut) jego jasność maleje na około 10 godzin do 30% tej wartości (3,4m), po czym wraca do normy.
Jako pierwszy zmienność tej gwiazdy opisał Geminiano Montanari około 1667 roku. To że zmienność ta jest okresowa i regularna wykrył John Goodricke w 1782 lub 1783 roku, on też jako pierwszy poprawnie wytłumaczył przyczynę tej zmienności. Algol jest układem zaćmieniowym, w którym jaśniejszy składnik jest regularnie przesłaniany przez słabszy.
Periodyczną zmienność Algola znacznie wcześniej i niezależnie dostrzegli starożytni Egipcjanie. Do takich wniosków doprowadziła analiza tzw. „Kalendarza Kairskiego”, papirusu powstałego około roku 1200 p.n.e. Egipcjanie wyznaczyli jej okres na 2,85 dnia.
Układ Algola należy do pierwszych znanych układów spektroskopowo podwójnych. Znalezione w roku 1889 przez Hermanna Vogla przesunięcia dopplerowskie linii widmowych posłużyły do wyznaczenia krzywych zmian prędkości radialnej, potwierdzając podwójną naturę gwiazdy.
Od Algola wzięła nazwę cała grupa gwiazd zmiennych typu Algola.

### Ruch własny
Algol w swoim ruchu wokół Centrum Galaktyki oddala się obecnie od Słońca, ale 6,9 miliona lat temu (miocen) przeszedł blisko Układu Słonecznego. Był wówczas odległy od Słońca o 2,4–2,7 pc (7,8–8,8 roku świetlnego), co jest odległością podobną lub mniejszą niż obecnie dzieląca Słońce i Syriusza. Ze względu na dużą masę układu (łącznie 5,8 M☉), mógł on zaburzyć orbity komet z obłoku Oorta w największym stopniu spośród gwiazd mijających Słońce w ciągu ostatnich 10 milionów lat.

## Charakterystyka fizyczna

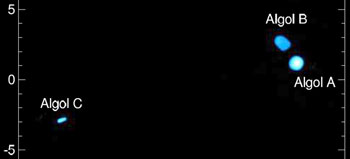
Obraz układu potrójnego Algola, uzyskany za pomocą interferometru; oznaczenia składników są inne niż używane w artykule

Animacja ruchu gwiazd Aa1 i Aa2, obraz uzyskany dzięki interferometrii

Ruch orbitalny składników

Algol to gwiazda potrójna złożona z ciasnej pary obieganej przez trzeci składnik, która ma także wielu optycznych towarzyszy.

### Beta Persei Aa
Płaszczyzna orbity centralnego układu podwójnego znajduje się niemal na naszej linii widzenia, wskutek czego regularnie obserwuje się zaćmienia jaśniejszego składnika przez słabszy. Częściowe zaćmienia słabszego składnika przez jaśniejszy są niewidoczne dla oka, ale wykrywalne dla sprzętu pomiarowego. Najjaśniejsza gwiazda układu (β Per Aa1, właściwy Algol) należy do typu widmowego B8 V. Ma ona temperaturę 12 500 K i jest 95 razy jaśniejsza od Słońca w zakresie widzialnym (170 razy po uwzględnieniu znacznej emisji w ultrafiolecie). Gwiazda ta ma masę 3,6 razy większą niż Słońce i promień 2,9 R☉; ma kształt bliski kulistemu.
Drugi składnik tworzący układ zaćmieniowy (β Per Aa2), to podolbrzym typu K0 IV. Ma temperaturę tylko 4500 K i jasność 4,5 raza większą niż Słońce. Gwiazda ta ma masę ok. 0,8 M☉ i średni promień ok. 3,5 razy większy niż promień Słońca; wypełnia swoją powierzchnię Roche’a i jest wyraźnie odkształcona przez oddziaływanie grawitacyjne towarzyszki. Gwiazdy dzieli w przestrzeni tylko 9,9×106 km.

### Paradoks Algola
Jaśniejszy i bardziej masywny składnik Beta Persei Aa1 jest gwiazdą ciągu głównego, natomiast składnik Aa2, mniej masywny, jest podolbrzymem, czyli gwiazdą na późniejszym etapie ewolucyjnym. Jest to paradoksalne, gdyż masywniejsze gwiazdy ewoluują szybciej. Zjawisko to można wyjaśnić procesem wymiany masy między gwiazdami, który miał miejsce w przeszłości. Gwiazdy są na tyle blisko (5% odległości między Ziemią a Słońcem), że gdy pierwotnie masywniejszy składnik Aa2 osiągnął duże rozmiary i wypełnił swoją powierzchnię Roche’a, znaczna część jego materii została przyciągnięta przez mniejszą towarzyszkę.

### Beta Persei Ab
Centralną parę okrąża składnik Beta Persei Ab, biała gwiazda typu A7m. Jest on oddalony od niej o 0,094″, a orbita ma mimośród równy 0,22. Okres obiegu to 679,9 doby. Istnienie tego składnika było podejrzewane przez Franka Schlesingera i Deana McLaughlina na początku XX wieku, a potwierdziły je obserwacje spektroskopowe Josepha Pearce’a w latach 30., a następnie w dalsze w latach 50. Orbita została wyznaczona dopiero w latach 90. XX wieku za pomocą interferometrii optycznej.